# ペリー・エリス
ペリー・エリス（Perry Ellis, 1993年9月14日 - ）は、アメリカ合衆国のプロフェッショナルバスケットボール選手。カンザス州ウィチタ出身。ポジションはパワーフォワード。B.LEAGUE・福井ブローウィンズ所属。

## 来歴
エリスはカンザス州ウィチタ出身で小学校1年生の時でバスケットボールを始めた。ウィチタ・ハイツ・ハイスクールに進学後、在学中に州タイトルを4つ獲得し、カンザス州年間最優秀選手に4回選ばれた。学業も優秀で、高校の卒業生総代に選ばれた。2012年のシニアシーズンの後にマクドナルド・オール・アメリカンに選ばれた。
カンザス大学に進学後、2年生の時にレブロン・ジェームズ・スキルズ・アカデミーに参加。
3年生のシーズンにビッグ12カンファレンスのオール・カンファレンス・ファーストチームに選ばれた。
4年生のシーズンは2016年2月11日にネイスミストロフィーの35人のミッドシーズンウォッチリストに選ばれた。ビッグ12カンファレンスのファーストチームに2年連続で選ばれ、NCAAオールアメリカンのコンセンサスセカンドチームに選出された。

### プロキャリア
2016年のNBAサマーリーグでダラス・マーベリックスに所属してプレーした。9月23日にシャーロット・ホーネッツと契約したが、プレシーズンゲームに1試合出場した後、10月22日に放棄され、NBA Dリーグのグリーンズボロ・スウォームに所属。2016-17シーズンはグリーンズボロの全50試合に出場し、1試合平均9.8得点、4.7リバウンドを記録した。
2017年5月、オーストラリアNBLのシドニー・キングスと契約した。同年夏のNBAサマーリーグはミネソタ・ティンバーウルブズでプレーした。2017-18シーズンはキングスで27試合に出場し、平均14.8得点、5.7リバウンド、1.5アシストを記録した。
2018年2月25日、イタリア・セリエAのパラカネストロ・カントゥと契約した。7月17日、ドイツのエスオリバー・ヴュルツブルクと契約
2019年1月23日、トルコ・バスケットボールスーパーリーグのイスタンブールBBと契約。
2019年7月、Bリーグ（B1）の大阪エヴェッサとの契約合意が発表されたが、同月、The Basketball TournamentにカンザスOBチームの一員として出場中に右ひざを負傷したため正式契約に至らなかった。負傷後は膝蓋腱を修復する手術を受けリハビリを続けた。
2020年7月、B2の愛媛オレンジバイキングスと契約した。2020-21シーズンは51試合に出場し、平均18.8得点。
2021-22シーズンは2シーズン前怪我の影響で正式契約が出来なかったB1の大阪と再び契約。2022年1月、同月1日から6月30日までの期限付きで佐賀バルーナーズに移籍。
2022年7月25日、LNBに所属するショレ・バスケットと1年契約を結んだ。

### ナショナルチーム
2015年の夏季ユニバーシアードアメリカ合衆国代表に選ばれた。大会中、チームUSAは予選リーグから決勝戦まで8戦全勝で金メダルを獲得した。エリスは1試合平均13.3得点と6.5リバウンドを記録した。